# Rabbin

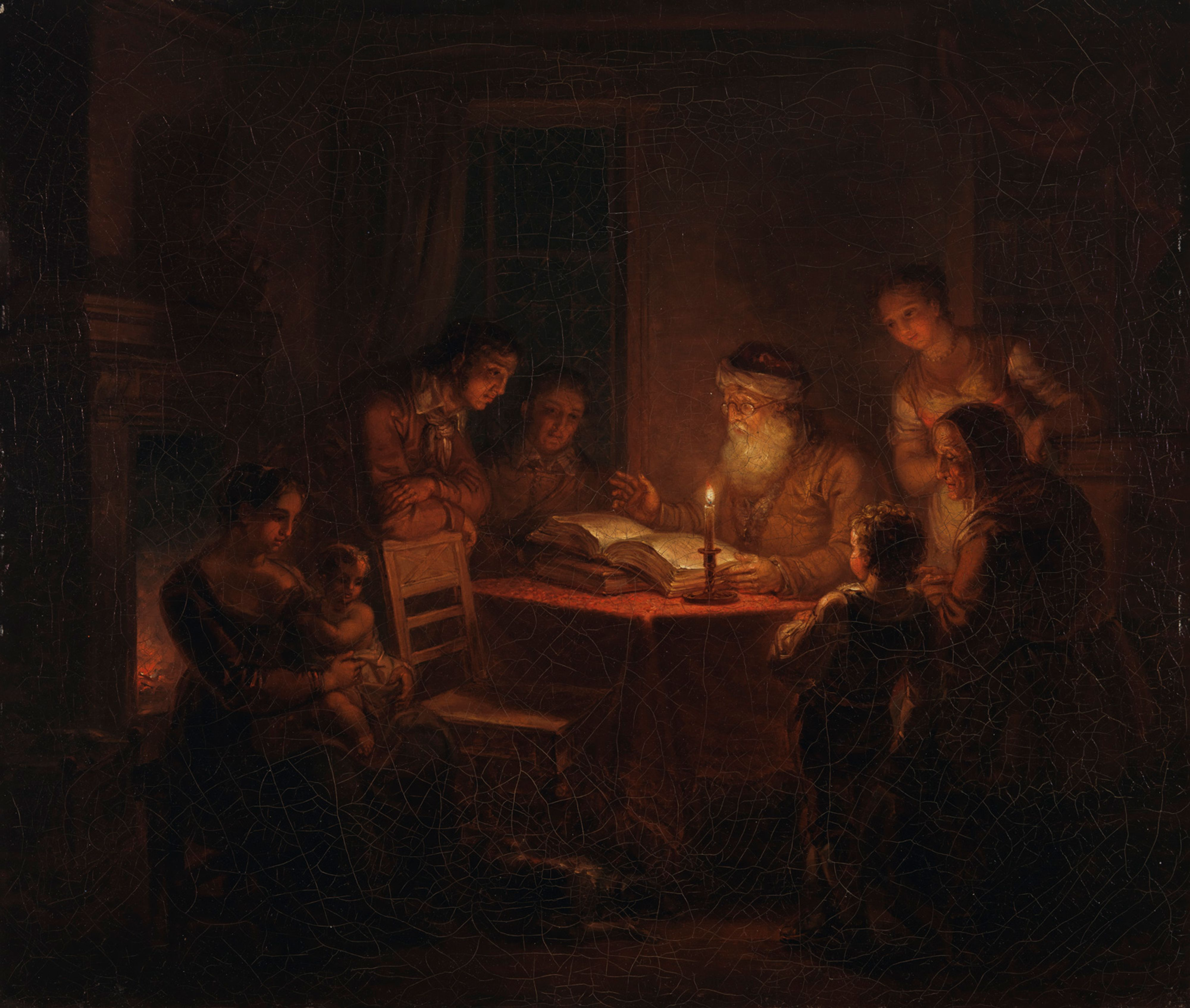
Rabbin läser bibeln för sin familj. Målning av Alexander Lauréus, 1816.

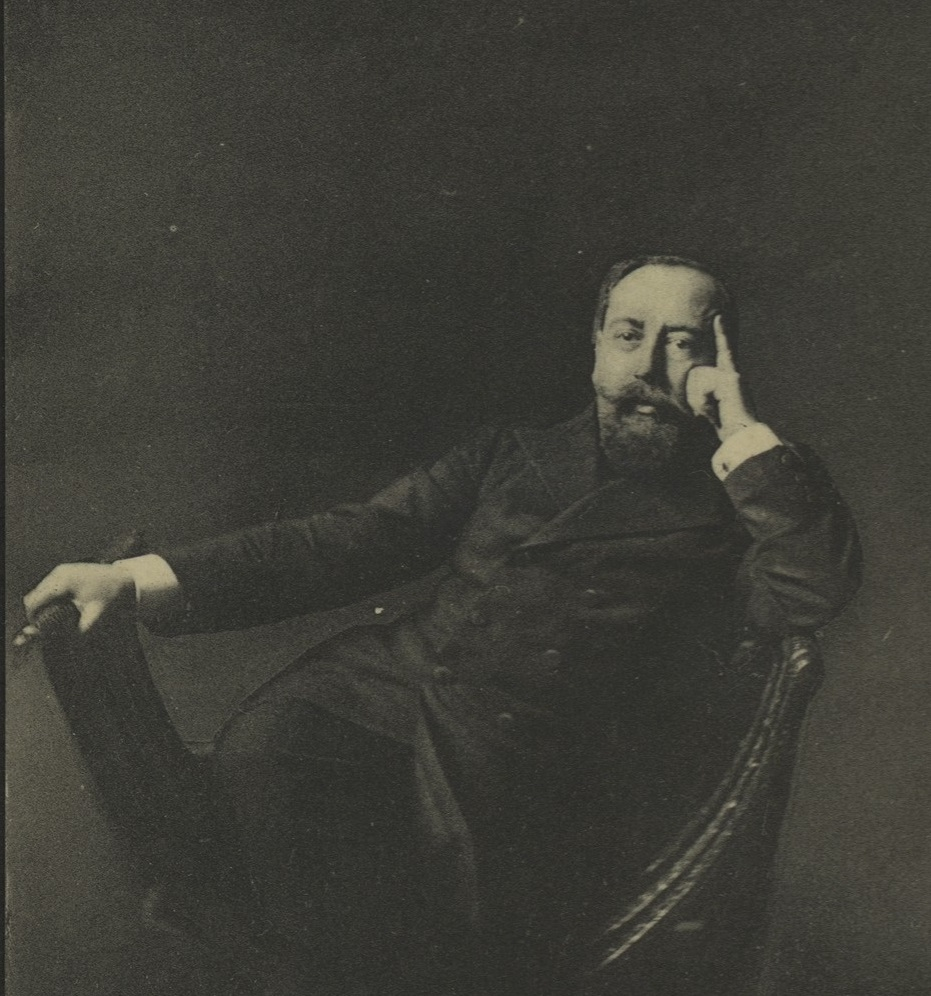
Marcus Ehrenpreis, överrabbin i Stockholms judiska församling 1914-1948.

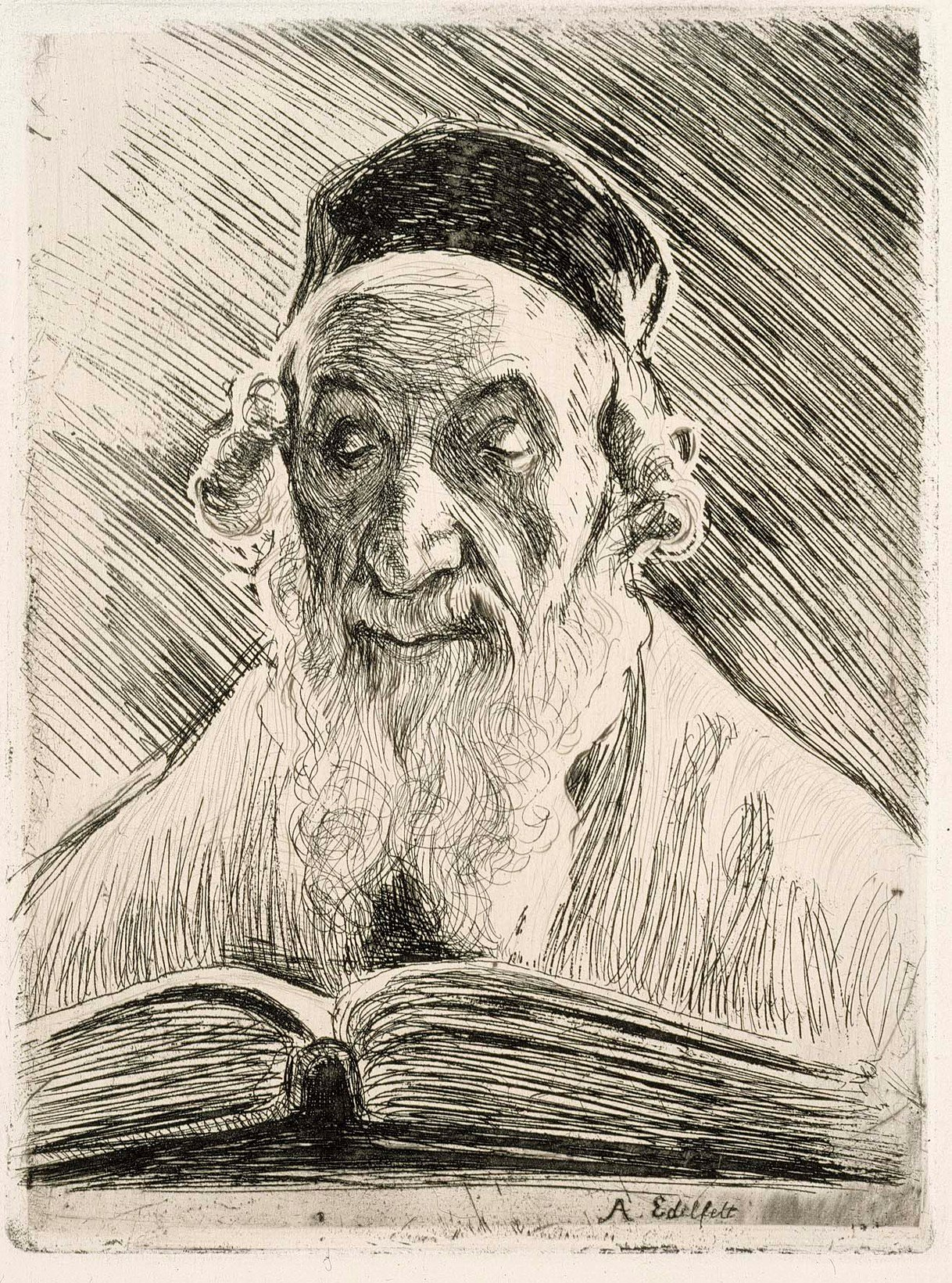
Läsande rabbi ritad av Albert Edelfelt 1899.

Rabbin är en judisk förkunnare och rättslärd och en av de mest inflytelserika personerna i en judisk församling. Ordet betyder min mästare eller min lärare på hebreiska. Genom att studera Torah och Tanakh kan man kvalificeras som rabbi.
En rabbi spelar en viktig roll i församlingens religiösa undervisning och rådgivning. Även om rabbin deltar i den judiska bröllopsceremonin, och oftast i bar mitzvah, bat mitzvah samt begravningar har rabbin ingen utpräglad liturgisk uppgift. I denna aspekt skiljer sig rabbinens roll alltså från prästen (kohen). Istället har rabbinen ansvar för barnens religiösa utbildning samt att hålla själavårdande samtal. 
Rabbinen anses inte heller förmedla mellan troende och Gud, och kan inte utföra några ytterligare riter än en vanlig, myndig jude. 
Traditionellt ordineras en rabbin genom "semicha", dvs. genom handpåläggning jämförbar med en prästvigning. Detta är dock inte ett krav, och det finns idag ultraortodoxa rabbiner som inte har en formell semicha. Även om den första kvinnliga rabbinen, Regina Jonas, fick sin semicha (rabbinordination) redan 1935, började kvinnor i allmänhet inte få tillträde till yrket förrän på 1970-talet. 
Den första rabbinen i Sverige var Berndt Meyer 1780 som dock bara stannade kort i sin roll som Stockholmförsamlingens rabbin. Han hade valts ut av Aaron Isaac och hans motståndare protesterade mot rekryteringen. Senare under samma år tillträdde Levin Hirsch Levi från Mecklenburg-Strelitz som tilldelades titeln överrabbinen av kung Gustav III år 1783. Han innehade rollen till sin död 1796.
Den första kvinnliga rabbinen i Sverige blev Ute Steyer som tillträde i Stockholms stora synagoga år 2015.
"Rebbe" är en beteckning på jiddish inom chassidism för motsvarigheten till "rabbi". En rebbe åtnjuter dock en stor respekt bland sina anhängare, och oftast uppstår en kult kring honom som undergörare och helig man. Beteckningen användes även som motsvarigheten till "herr".
Jesus betraktades som en rabbi av sina samtida enligt flera citat i Bibeln.